# Organizzazione internazionale del cacao
L'Organizzazione internazionale del cacao (International Cocoa Organization), sigla ICCO, costituita nel 1973 a Ginevra, sotto l'egida della Conferenza delle Nazioni Unite sul commercio e lo sviluppo, per migliorare la cooperazione tra i paesi che producono, distribuiscono e consumano cacao.

## Storia
Con l'Accordo internazionale sul cacao (International Cocoa Agreement), approvato presso la sede delle Nazioni Unite a Ginevra il 21 ottobre 1972, 16 paesi esportatori e 25 paesi importatori hanno costituito l'Organizzazione internazionale del cacao, con effetto definitivo dal 27 dicembre 1963, depositato presso il Segretario generale delle Nazioni Unite con il n. 12652 del 30 giugno 1973.
L'Accordo è stato rinegoziato nel 1973, 1975, 1986, 1993, 2001. L'Accordo più recente è stato sottoscritto il 25 giugno 2010 ed è entrato in vigore il 1º ottobre 2012.

## Finalità
L'Organizzazione internazionale del cacao promuove e supporta la sostenibilità economica, sociale e ambientale della filiera del cacao e, in particolare, di migliorare le 
condizioni di vita dei coltivatori di cacao. L'Organizzazione funge da centro di conoscenza e innovazione nell'economia mondiale del cacao; come piattaforma per la cooperazione istituzionale per promuovere un dialogo tra i suoi paesi membri e tra i principali attori della filiera del cacao; e come fonte di assistenza tecnica per i suoi paesi membri.

## Membri
Al 31 dicembre 2021 i paesi membri dell'Organizzazione sono 52 (23 esportatori, 29 importatori) e rappresentano il 92% della produzione e il 80% del consumo mondiali.

### Paesi esportatori
- Brasile
- Camerun
- Colombia
- RD del Congo
- Costa d'Avorio
- Costa Rica
- Rep. Dominicana
- Ecuador
- Gabon
- Ghana
- Guinea
- Indonesia
- Liberia
- Madagascar
- Malaysia
- Nicaragua
- Nigeria
- Papua Nuova Guinea
- Perù
- Sierra Leone
- Togo
- Trinidad e Tobago
- Venezuela

### Paesi importatori
- Austria
- Belgio
- Bulgaria
- Cipro
- Croazia
- Danimarca
- Estonia
- Finlandia
- Francia
- Germania
- Grecia
- Irlanda
- Italia
- Lettonia
- Lituania
- Lussemburgo
- Malta
- Paesi Bassi
- Polonia
- Portogallo
- Rep. Ceca
- Romania
- Slovacchia
- Slovenia
- Spagna
- Svezia
- Ungheria
- Russia
- Svizzera

## Organizzazione

### Consiglio internazionale del cacao
Il Consiglio internazionale del cacao è il più alto organo decisionale dell'ICCO ed è composto da tutte le parti contraenti dell'Accordo; si riunisce due volte all'anno.
La funzione principale del Consiglio è determinare la strategia dell'Organizzazione oltre a supervisionare le sue politiche finanziarie e rivedere e approvare il programma di lavoro e il bilancio proposti per ogni anno. Nella sua processo attività il Consiglio è assistito da diversi comitati e gruppi di lavoro.

### Comitato economico
Il Comitato economico rivedere le statistiche sulla produzione di cacao; analizza le tendenze del mercato, con particolare riguardo all'offerta e alla domanda di cacao; analizza le informazioni sull'accesso al mercato per il cacao e i prodotti a base di cacao nei paesi produttori e consumatori; esamina e raccomanda al Consiglio progetti per il finanziamento da parte di enti donatori; affronta questioni riguardanti la dimensione economica dello sviluppo sostenibile nell'economia del cacao; riesamina la bozza del programma di lavoro annuale dell'Organizzazione in collaborazione con il Comitato amministrazione e finanze; preparare conferenze e seminari internazionali sul cacao su richiesta del Consiglio.

### Comitato amministrazione e finanza
Il Comitato amministrazione e finanze sovrintende, sulla base del bilancio presentato dal Direttore esecutivo, alla predisposizione del progetto di bilancio amministrativo da sottoporre al Consiglio; svolge ogni altro compito amministrativo e finanziario assegnato dal Consiglio.

### Comitato consultivo
Il Comitato consultivo sull'economia mondiale del cacao è stato costituito nel dicembre 2003 per incoraggiare la partecipazione attiva di esperti del settore privato e della società civile ai lavori dell'Organizzazione e per promuovere un dialogo continuo tra esperti del settore pubblico e privato.

### Segretariato
Il Segretariato, coordinato dal Direttore esecutivo, è l'organo esecutivo dell'ICCO ed è responsabile dell'attuazione del piano quinquennale di azione strategica adottato dal Consiglio.
La sua sede si trova ad Abidjan, in Costa d'Avorio, dal 25 aprile 2017.

## Partenariati
L'Organizzazione internazionale del cacao, oltre alle agenzie specializzate delle Nazioni Unite (UNCTAD, FAO, UNDP), ha il sostegno di associazioni internazionali del settore cacao e di organizzazioni finanziarie internazionali: European Cocoa Association (ECA), Association of Chocolate, Biscuits and Confectionery (CAOBISCO), Federation of Cocoa Commerce (FCC), World Cocoa Foundation (WCF), Olam International, Gruppo degli stati dell'Africa, dei Caraibi e del Pacifico (ACP), International Cocoa Initiative (ICI), International Office of Cocoa, Chocolate, and Sugar Confectionery (IOCCC), American Cocoa Research Institute (ACRI), Fonds Interprofessionnel pour la Recherche et le Conseil Agricoles (FIRCA).